# Joel Mattsson (football, 1999)
Joel Mattsson, né le 17 mars 1999 à Mariehamn (Finlande), est un footballeur finlandais, qui évolue au poste de milieu droit au sein de l'IFK Mariehamn.

## Biographie

### Premier contrat à l'IFK Mariehamn
Il signe son premier contrat pro à l'IFK Mariehamn. Il joue son premier match le 18 octobre 2015 face à Helsingin Jalkapalloklubi. Lors de la saison 2017-2018, il joue ses premiers matchs en Ligue des champions.

## Palmarès
|  |  | IFK Mariehamn - Veikkausliiga - Vainqueur : 2016 |